# Cafetaleros de Chiapas
A Cafetaleros de Chiapas (nevének jelentése: chiapasi kávétermesztők) a mexikói Chiapas állam fővárosának, Tuxtla Gutiérreznek a mexikói harmadosztályú bajnokságban szereplő labdarúgócsapata. Stadionjuk az Estadio Víctor Manuel Reyna, címerük sárga-fekete függőleges csíkok fölött fekete hegyeket ábrázol.

## Története
A csapat 2015-ben, a Clausura szezon befejezése után jött létre Chiapas állam Tapachula városában, kezdetben Cafetaleros de Tapachula néven, amikor bejelentették, hogy az addig a másodosztályban szereplő, Tamaulipas állambeli Estudiantes de Altamira megszűnik, és átköltözik a déli határ mentén fekvő Tapachulába, teljesen új klubot létrehozva. Első mérkőzésükön a Correcaminos de la UAT vendégeként léptek pályára és 3–1-es vereséget szenvedtek.
Legnagyobb sikerüket 2018-ban érték el, amikor megnyerték a másodosztályú bajnokság Clausura szezonját, és pályán elért eredményük alapján fel is jutottak volna az első osztályba, azonban nem teljesítették ennek feltételeit, így az elvileg kieső Lobos de la BUAP kifizetve a szabályokban előírt 120 millió pesót, maradhatott első osztályú. Ezt a pénzt a Cafetaleros kapta meg.
2019 tavaszának végén úgy döntöttek, a kevésbé fejlett infrastruktúrával rendelkező Tapachulából Tuxtla Gutiérrezbe teszik át székhelyüket, így a csapat neve Cafetaleros de Chiapasra változott, színük pedig az addigi zöld–fekete helyett narancs–fekete lett.
2020 májusában és júniusában a mexikói labdarúgásban nagy változások zajlottak. Ennek része volt az is, hogy az „eredeti” Cafetaleros csapat lekerült a harmadosztályba, míg helyét egy új klub, a Cancún FC vette át, amely a közeli Cancún városában lelt otthonra, ahonnan az Atlante ugyanekkor Mexikóvárosba költözött.